# Los hermanos Skladanowsky
Los hermanos Skladanowsky (en alemán: Die Gebrüder Skladanowsky) es una película alemana de 1995, dirigida por Wim Wenders. La película, hecha con estudiantes de la Universidad de Televisión y Cine de Múnich (HFF Múnich), es una combinación de docudrama, recreación de ficción y fotografía experimental. Relata el nacimiento del cine en Berlín, donde Max Skladanowsky y su hermano Emil construyen un proyector que llamaron Bioskop y que proyectaba 8 imágenes por segundo.